# Кундыш-Мучакш
 Кундыш-Мучакш  — деревня в Санчурском муниципальном округе Кировской области.

## География
Расположена на расстоянии примерно 26 км по прямой на северо-запад от райцентра поселка Санчурск.

## История
Известна с 1719 года как деревня 8 дворами, населенная черемисами, в 1748 году 32 души мужского пола. В 1905 году здесь (Кундышь Мучакш) дворов 38 и жителей 209, в 1926 (Кундыш-Мучакш, Староправленская) 46 и 231 (мари 78), в 1950 56 и 170, в 1989 146 жителей. С 2006 по 2019 год входила в состав Корляковского сельского поселения.

## Население
Постоянное население составляло 104 человека (русские 73%) в 2002 году, 76 в 2010.